# Pilar Marie Victoriá
Pilar Marie Victoriá (Caguas, Puerto Rico; 11 de octubre de 1995 – Bursa, Turquía; 29 de agosto de 2024) fue una voleibolista puertorriqueña que jugó en la posición de atacante externa.

## Carrera

### Universidad
| Periodo   | Universidad         |
| --------- | ------------------- |
| 2013-2015 | Texas Longhorns     |
| 2015-2017 | Arkansas Razorbacks |

### Profesional
| Periodo   | Club                        |
| --------- | --------------------------- |
| 2018      | Polisportiva Due Principati |
| 2018-2019 | Béziers Volley              |
| 2019      | Criollas de Caguas          |
| 2019-2020 | Nyíregyháza                 |
| 2020-2022 | Chamalières                 |
| 2022-2023 | Criollas de Caguas          |
| 2023-2024 | Béziers Volley              |
| 2024      | Nilüfer                     |

### Selección nacional
Jugó para Puerto Rico desde la categoría sub-18, ganó el Campeonato NORCECA de Voleibol Femenino de 2023, participó en el Campeonato Mundial de Voleibol Femenino Sub-20 de 2013, en dos ediciones de la Copa Panamericana de Voleibol Femenino, en dos ediciones de la Copa Challenger de Voleibol Femenino, en dos ediciones de los Juegos Centroamericanos y del Caribe y en dos ediciones del Grand Prix de Voleibol.

## Logros

### Club
- Liga de Voleibol Superior Femenino (1): 2019

### Selección nacional
- Campeonato NORCECA de Voleibol Femenino (1): 2023

### Individual
- Mejor jugadora en la clasificación para los Juegos Panamericanos de 2019.
- Mejor jugadora ofensiva en la clasificación para los Juegos Panamericanos de 2019.
- Mejor jugadora ofensiva en la clasificación para los Copa Challenger de Voleibol Femenino de 2019.